# Battle Creek, Michigan
Battle Creek este un oraș din Calhoun, statul Michigan, SUA. Este supranumit și "The Cereal City".